# ラピッズ郡 (ルイジアナ州)
ラピッズ郡（英: Rapides Parish）は、アメリカ合衆国ルイジアナ州の中央部北西に位置する郡である。人口は13万0023人（2020年）。陸地面積では州内最大の郡である。郡庁所在地はアレクサンドリアであり、同郡で人口最大の町である。
ラピッズ郡はアレクサンドリア都市圏に属している。郡名の "Rapides" はフランス語であり、英語の "rapids" （急流）である。

## 歴史

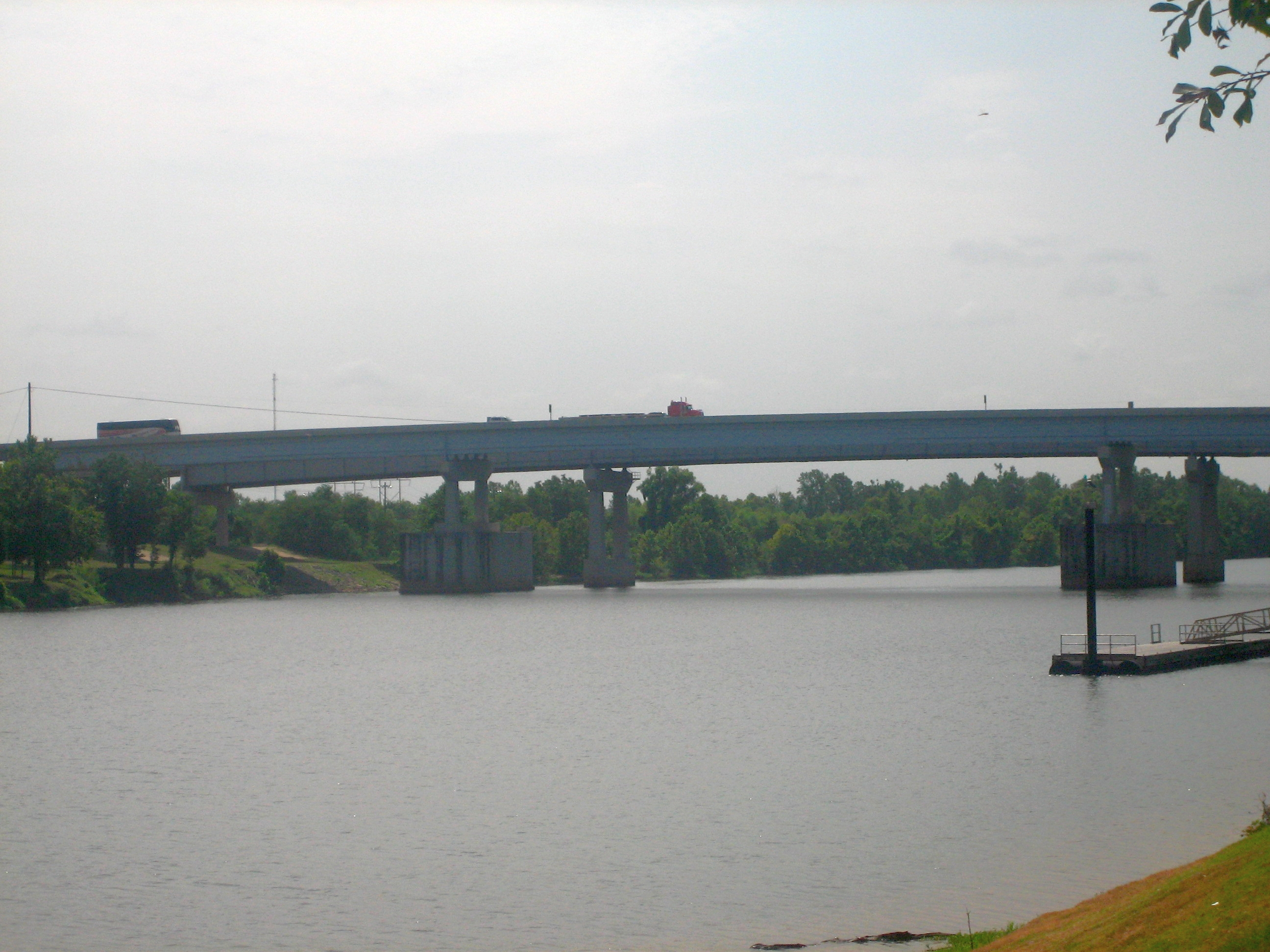
パープル・ハート記念橋、アレクサンドリアとパインビルの間のレッド川に架かる

1763年、現在のラピッズ郡となった地域は、カーレレック総督の許可を得たアパラチー族インディアンが新しく住む所となった。アパラチー族は現在のフロリダ州レオン郡から、イギリスとその同盟インディアンであるクリーク族から逃げてきていた。その子孫の多くが現在のナケテシュ郡に残っている。
最初のフランス人開拓者はビンセント・ポリーであり、1764年7月にナケテシュの軍政府長官から小さな土地の特許を受けていた。1776年12月にはオーブリーとフォーコールトの許可でニコラス・エティエンヌ・マラフレー・レイサードが到着し、ラピッズの松林に船のためのタール工場を設立した。レイサードは後にラピッズ郡の初代市民指揮官に指名された。1760年代、この地域はナケテシュ郡に従属していた。
1790年代、アレクサンダー・フルトンがラピッズ郡の中にスペインの土地特許を取得し、1805年には将来のアレクサンドリアの町の区画を引いた。ラピッズ郡は1807年にオーリンズ準州政府によって設立された。
北軍がアレクサンドリアを占領していた1863年4月1日、郡内の住民投票が行われ、暫定州憲法制定会議に送る代議員を選んだ。北軍のナサニエル・バンクス少将に拠れば、この選挙はアレクサンドリアで「ラピッズ郡民の要請で行われた。軍人は誰もこの件に干渉せず、関わらなかった。忠実な市民に全てが任された」とされている。この投票は北軍が占領した地域によって日程が異なっていた。ニューオーリンズでは3月28日に行われた。マークスビルとグランドエコールがその後に続いた。歴史家のジョン・D・ウィンターズに拠れば、「これら選挙のどれも北軍のレッド川方面作戦を遅らせなかったし、その結果に物理的影響を与えるものではなかった」としている。

## 地理
アメリカ合衆国国勢調査局に拠れば、郡域全面積は1,362平方マイル (3,5275 km2)であり、このうち陸地1,323平方マイル (3,425 km2)、水域は39平方マイル (102 km2)で水域率は2.89％である。

### 主要高規格道路
- 州間高速道路49号線
- アメリカ国道71号線
- アメリカ国道165号線
- アメリカ国道167号線
- ルイジアナ州道1号線
- ルイジアナ州道28号線

### 隣接する郡
- グラント郡 - 北
- ラサール郡 - 北東
- アボイルズ郡 - 東
- エヴァンジェリン郡 - 南東
- アレン郡 - 南西
- バーノン郡 - 西
- ナケテシュ郡 - 北西

### 国立保護地域
- キサッチー国立の森（部分）

## 人口動態
以下は2000年国勢調査による人口統計データである。
| 基礎データ - 人口: 126,337人 - 世帯数: 47,120 世帯 - 家族数: 33,125 家族 - 人口密度: 37人/km2（93人/mi2） - 住居数: 52,038軒 - 住居密度: 15軒/km2（39軒/mi2） 人種別人口構成 - 白人: 66.51% - アフリカン・アメリカン: 30.43% - ネイティブ・アメリカン: 0.74% - アジア人: 0.86% - 太平洋諸島系: 0.04% - その他の人種: 0.42% - 混血: 1.01% - ヒスパニック・ラテン系: 1.38% 年齢別人口構成 - 18歳未満: 27.2% - 18-24歳: 9.5% - 25-44歳: 27.9% - 45-64歳: 22.4% - 65歳以上: 13.1% - 年齢の中央値: 36歳 - 性比（女性100人あたり男性の人口） - 総人口: 91.7 - 18歳以上: 88.0 | 世帯と家族（対世帯数） - 18歳未満の子供がいる: 34.6% - 結婚・同居している夫婦: 49.7% - 未婚・離婚・死別女性が世帯主: 16.8% - 非家族世帯: 29.7% - 単身世帯: 26.70% - 65歳以上の老人1人暮らし: 10.3% - 平均構成人数 - 世帯: 2.56人 - 家族: 3.09人 収入と家計 - 収入の中央値 - 世帯: 29,856米ドル - 家族: 36,671米ドル - 性別 - 男性: 29,775米ドル - 女性: 20,4836米ドル - 人口1人あたり収入: 16,088米ドル - 貧困線以下 - 対人口: 20.5% - 対家族数: 16.4% - 18歳未満: 26.3% - 65歳以上: 16.3% |

## 水域
- カタホウラ湖

## 都市と町

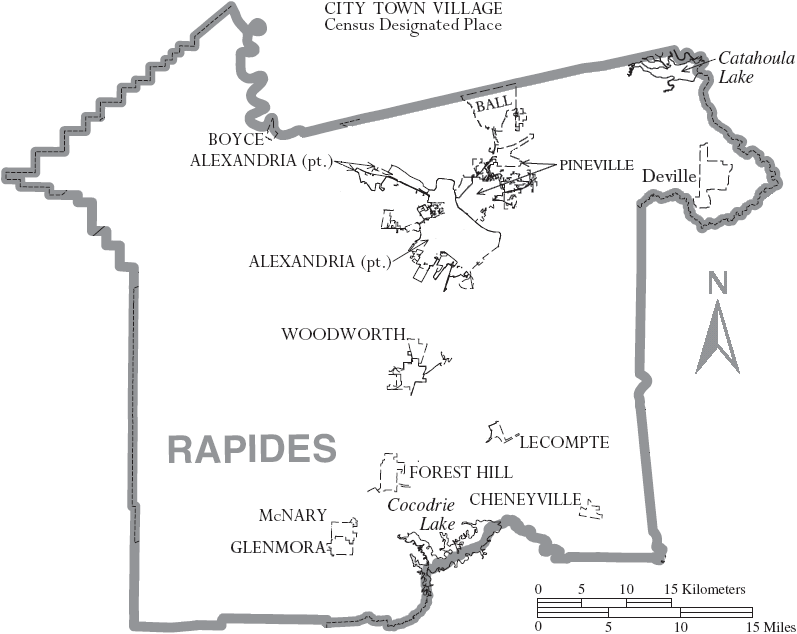
ラピッズ郡図

### 都市
| - アレクサンドリア - 郡庁所在地 - パインビル |

### 町
| - ボール - ボイス | - チェニービル - グレンモラ | - レコンプト - ウッドワース |

### 村
| - フォレストヒル - マクナリー |

### 未編入の町
| - ディビル - リビューズ - タイオガ |

## 政府の機関
ルイジアナ州公衆安全矯正省がラピッズ郡内キャンプ・ボーリガードとパインビルに隣接する土地にJ・リーバイ・ダバディ矯正所を運営している。

## 教育
ラピッズ郡教育委員会が郡内公立学校を運営している。

## ギャラリー

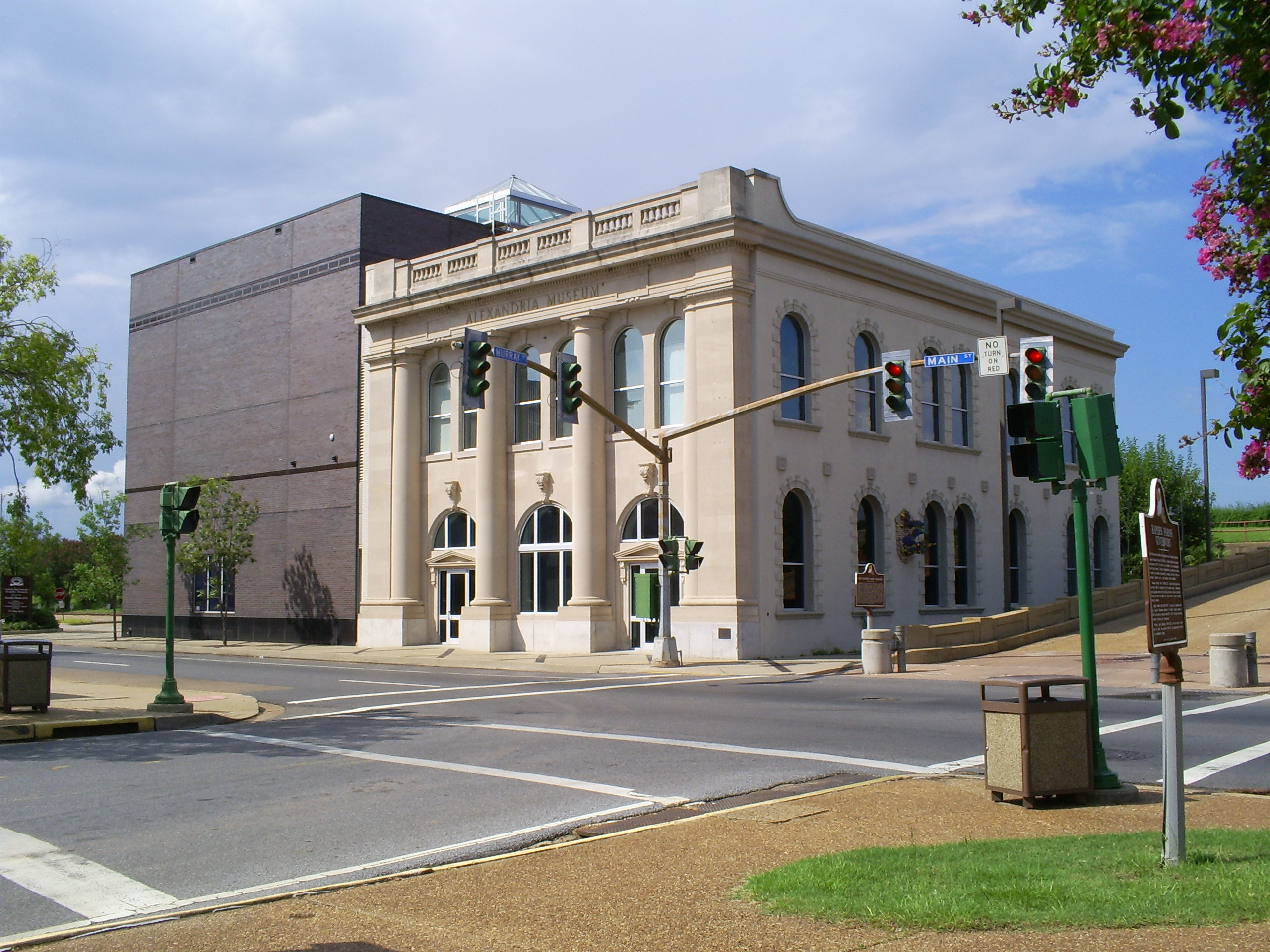
ラピッズ郡アレクサンドリア博物館
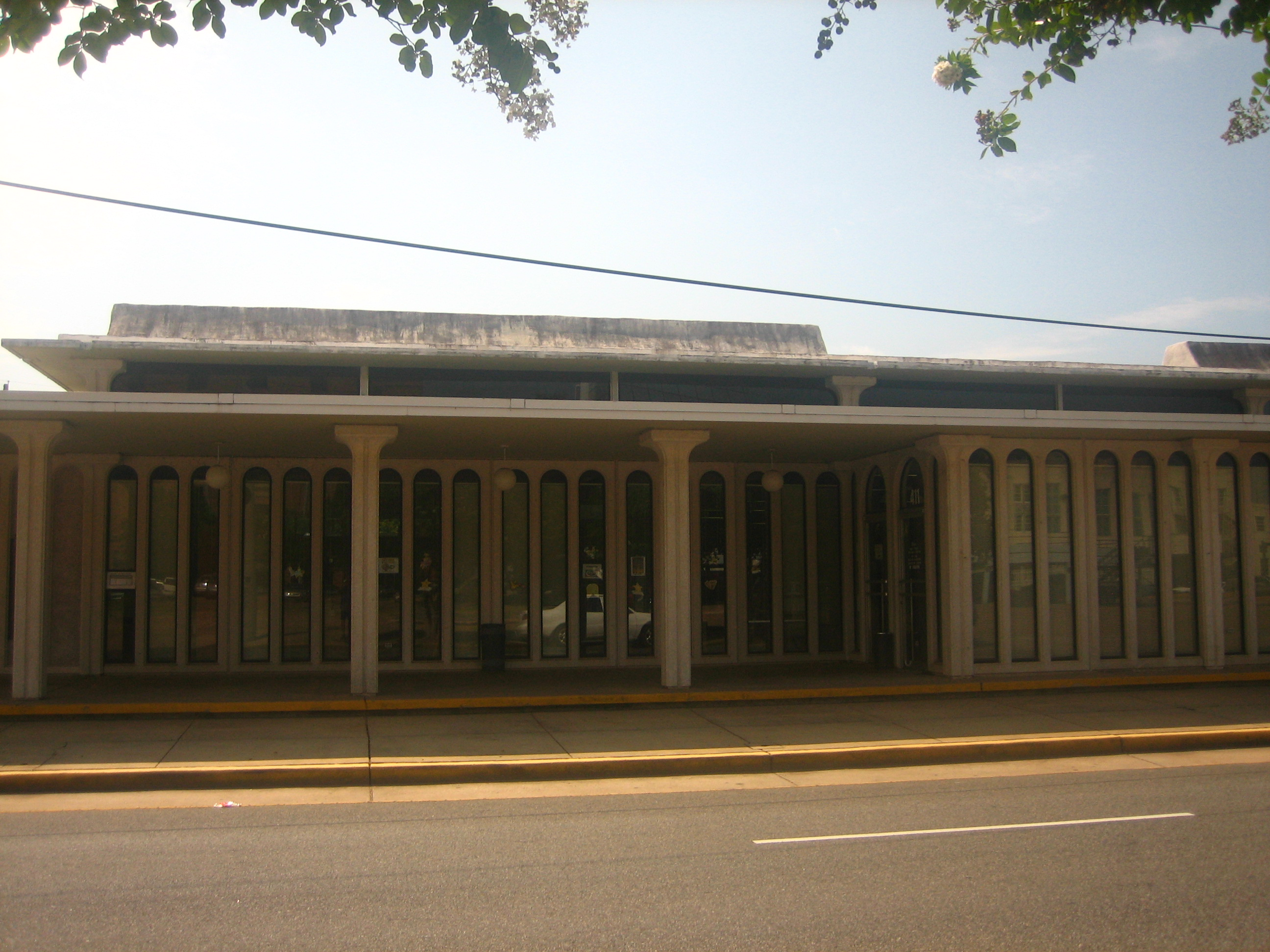
ラピッズ郡図書館
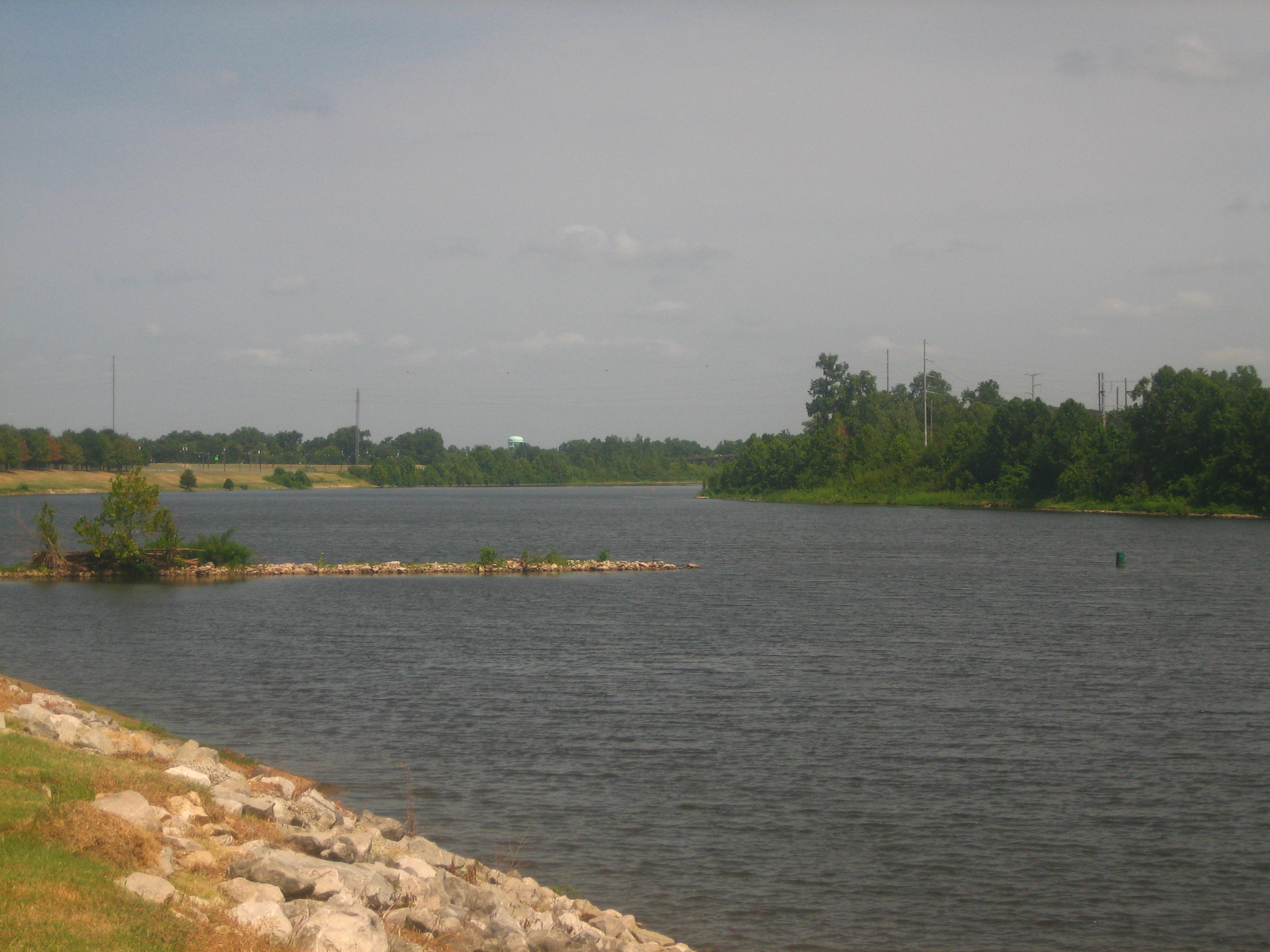
アレクサンドリアから観るレッド川

### 地理
- Snead, J., P. V. Heinrich, and R. P. McCulloh, 2002, Ville Platte 30 x 60 minute geologic quadrangle. Louisiana Geological Survey, Baton Rouge, Louisiana.

座標: 北緯31度12分 西経92度32分 / 北緯31.20度 西経92.54度